# Gmina Cherokee (hrabstwo Cherokee, Iowa)

Położenie Gminy Cherokee w hrabstwie Cherokee

Gmina Cherokee (ang. Cherokee Township) – gmina w USA, w stanie Iowa, w hrabstwie Cherokee. Według danych z 2000 roku gmina miała 6073 mieszkańców, a jej powierzchnia wynosi 93,19 km².